# 天主教阿倫德爾暨布萊頓教區
天主教阿倫德爾暨布萊頓教區（拉丁語：Dioecesis Arundeliensis-Brichtelmestunensis）是英國英格蘭一個羅馬天主教教區。包括薩塞克斯郡和薩里郡全部。屬薩瑟克總教區。座堂位於阿倫德爾。
2011年，有196,700名教友，估轄區總人口6.1%，有96個堂區、19名司鐸、46名終身執事、87名修士、404名修女。現任主教為基蘭·康裏。
1965年5月28日升為教區。